# By the Grace of God
By the Grace of God es el quinto álbum de la banda sueca de rock The Hellacopters y lanzado en el año 2002 con las compañías discográficas Universal y Liquor and Poker.

## Lista de canciones
| N.º     | Título                              | Escritor(es)        | Duración |  |
| 1.      | «By the Grace of God»               | Andersson/Håkansson | 3:05     |  |
| 2.      | «All New Low»                       | Andersson           | 3:27     |  |
| 3.      | «Down on Freestreet»                | Andersson           | 2:41     |  |
| 4.      | «Better Than You»                   | Andersson           | 2:45     |  |
| 5.      | «Carry Me Home»                     | Andersson           | 3:43     |  |
| 6.      | «Rainy Days Revisited»              | Andersson           | 3:41     |  |
| 7.      | «It's Good But It Just Ain't Right» | Andersson           | 2:55     |  |
| 8.      | «U.Y.F.S.»                          | Lindström/Bjäred    | 3:58     |  |
| 9.      | «On Time»                           | Andersson           | 3:10     |  |
| 10.     | «All I've Go»                       | Dahlqvist/Håkansson | 2:45     |  |
| 11.     | «Go Easy Now»                       | Andersson           | 2:55     |  |
| 12.     | «The Exorcist»                      | Andersson           | 2:39     |  |
| 13.     | «Pride»                             | Andersson           | 3:34     |  |
| 41 mins |                                     |                     |          |  |

### Pistas adicionales
- «Big Guns» (original de Rory Gallagher)(Sólo en la edición en CD americana y japonesa)
- «Red Light» (Sólo en la edición en CD americana y japonesa)